# Chặng đua MotoGP Aragon 2021
Chặng đua MotoGP Aragon 2021 (tên chính thức 2021 Gran Premio Tissot de Aragón) là chặng đua thứ 13 của mùa giải MotoGP 2021. Chặng đua được tổ chức ở trường đua Aragon, Tây Ban Nha từ ngày 10  tháng 09 đến ngày 12 tháng 09 năm 2021. Người chiến thắng là tay đua Francesco Bagnaia của đội đua Ducati.

## Diễn biến chính
Francesco Bagnaia là người giành pole. Anh cùng với Marc Marquez là hai người dẫn đầu cuộc đua từ đầu đến cuối. Ở những vòng cuối, Marquez tăng cường độ tấn công nhưng đều bị Bagnaia vô hiệu hóa. Cuối cùng thì Bagnaia đã giành được chiến thắng thể thức MotoGP đầu tiên trong sự nghiệp.

## Kết quả
| Stt                         | Số xe | Tay đua           | Xe      | Lap | Thời gian | Xuất phát | Điểm |
| --------------------------- | ----- | ----------------- | ------- | --- | --------- | --------- | ---- |
| 1                           | 63    | Francesco Bagnaia | Ducati  | 23  | 41:44.422 | 1         | 25   |
| 2                           | 93    | Marc Márquez      | Honda   | 23  | +0.673    | 4         | 20   |
| 3                           | 36    | Joan Mir          | Suzuki  | 23  | +3.911    | 7         | 16   |
| 4                           | 41    | Aleix Espargaró   | Aprilia | 23  | +9.269    | 6         | 13   |
| 5                           | 43    | Jack Miller       | Ducati  | 23  | +11.928   | 2         | 11   |
| 6                           | 23    | Enea Bastianini   | Ducati  | 23  | +13.757   | 9         | 10   |
| 7                           | 33    | Brad Binder       | KTM     | 23  | +14.064   | 12        | 9    |
| 8                           | 20    | Fabio Quartararo  | Yamaha  | 23  | +16.575   | 3         | 8    |
| 9                           | 89    | Jorge Martín      | Ducati  | 23  | +16.615   | 5         | 7    |
| 10                          | 30    | Takaaki Nakagami  | Honda   | 23  | +16.904   | 11        | 6    |
| 11                          | 27    | Iker Lecuona      | KTM     | 23  | +17.124   | 13        | 5    |
| 12                          | 42    | Álex Rins         | Suzuki  | 23  | +17.710   | 20        | 4    |
| 13                          | 44    | Pol Espargaró     | Honda   | 23  | +19.680   | 8         | 3    |
| 14                          | 88    | Miguel Oliveira   | KTM     | 23  | +22.703   | 18        | 2    |
| 15                          | 9     | Danilo Petrucci   | KTM     | 23  | +25.723   | 16        | 1    |
| 16                          | 35    | Cal Crutchlow     | Yamaha  | 23  | +26.413   | 15        |      |
| 17                          | 5     | Johann Zarco      | Ducati  | 23  | +26.620   | 10        |      |
| 18                          | 12    | Maverick Viñales  | Aprilia | 23  | +27.128   | 19        |      |
| 19                          | 46    | Valentino Rossi   | Yamaha  | 23  | +32.517   | 21        |      |
| 20                          | 10    | Luca Marini       | Ducati  | 23  | +39.073   | 17        |      |
| Ret                         | 96    | Jake Dixon        | Yamaha  | 1   | Tai nạn   | 22        |      |
| Ret                         | 73    | Álex Márquez      | Honda   | 0   | Tai nạn   | 14        |      |
| OFFICIAL MOTOGP RACE REPORT |       |                   |         |     |           |           |      |

Nguồn: Trang chủ MotoGP

## Bảng xếp hạng sau chặng đua
Dưới đây là bảng xếp hạng top 5 tay đua, xưởng đua và đội đua:
|   | Stt | Tay đua           | Điểm |
| - | --- | ----------------- | ---- |
|   | 1   | Fabio Quartararo  | 214  |
| 2 | 2   | Francesco Bagnaia | 161  |
| 1 | 3   | Joan Mir          | 157  |
| 1 | 4   | Johann Zarco      | 137  |
|   | 5   | Jack Miller       | 129  |

|   | Stt | Xưởng đua | Điểm |
| - | --- | --------- | ---- |
| 1 | 1   | Ducati    | 250  |
| 1 | 2   | Yamaha    | 242  |
| 1 | 3   | Suzuki    | 174  |
| 1 | 4   | KTM       | 171  |
|   | 5   | Honda     | 135  |

|   | Stt | Đội đua                      | Điểm |
| - | --- | ---------------------------- | ---- |
|   | 1   | Monster Energy Yamaha MotoGP | 309  |
|   | 2   | Ducati Lenovo Team           | 290  |
| 1 | 3   | Team Suzuki Ecstar           | 225  |
| 1 | 4   | Pramac Racing                | 212  |
|   | 5   | Red Bull KTM Factory Racing  | 204  |